# Montaigu-les-Bois
Montaigu-les-Bois ist eine französische Gemeinde mit 208 Einwohnern (Stand 1. Januar 2022) im Département Manche in der Region Normandie. Sie gehört zum Kanton Quettreville-sur-Sienne und zum Arrondissement Coutances. Die Gemeinde ist landwirtschaftlich geprägt. 
Nachbargemeinden sind Gavray-sur-Sienne im Nordwesten, Sourdeval-les-Bois im Norden, Percy-en-Normandie im Nordosten, La Bloutière im Südosten und Le Mesnil-Garnier im Südwesten.

## Bevölkerungsentwicklung
| Jahr      | 1962 | 1968 | 1975 | 1982 | 1990 | 1999 | 2008 | 2018 |
| --------- | ---- | ---- | ---- | ---- | ---- | ---- | ---- | ---- |
| Einwohner | 295  | 273  | 251  | 231  | 200  | 208  | 232  | 227  |

## Sehenswürdigkeiten
- Kirche Saint-Martin, Monument historique
- Kirche Saint-Georges im Weiler L’Orbehaye, Monument historique

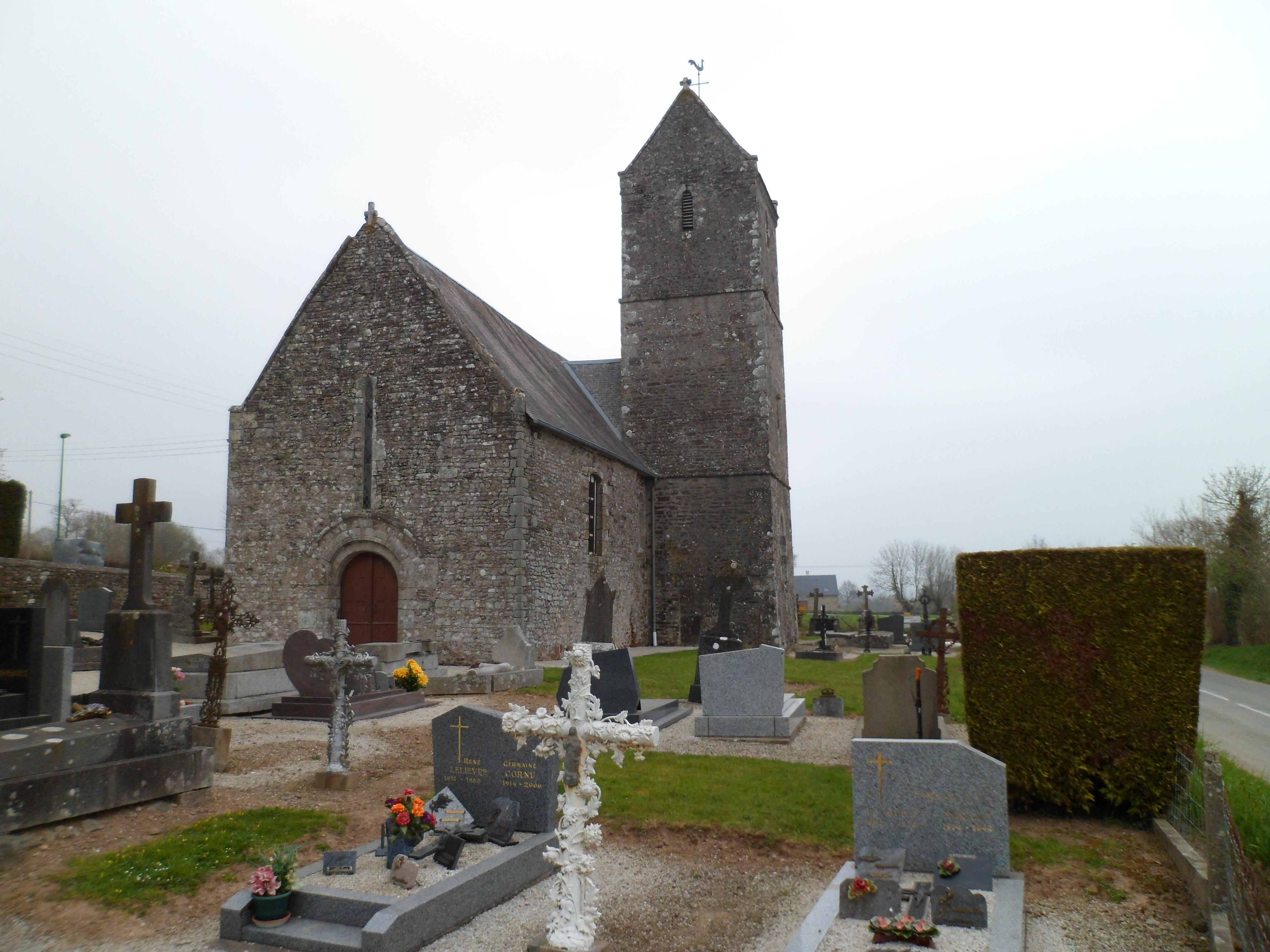
Kirche Saint-Georges
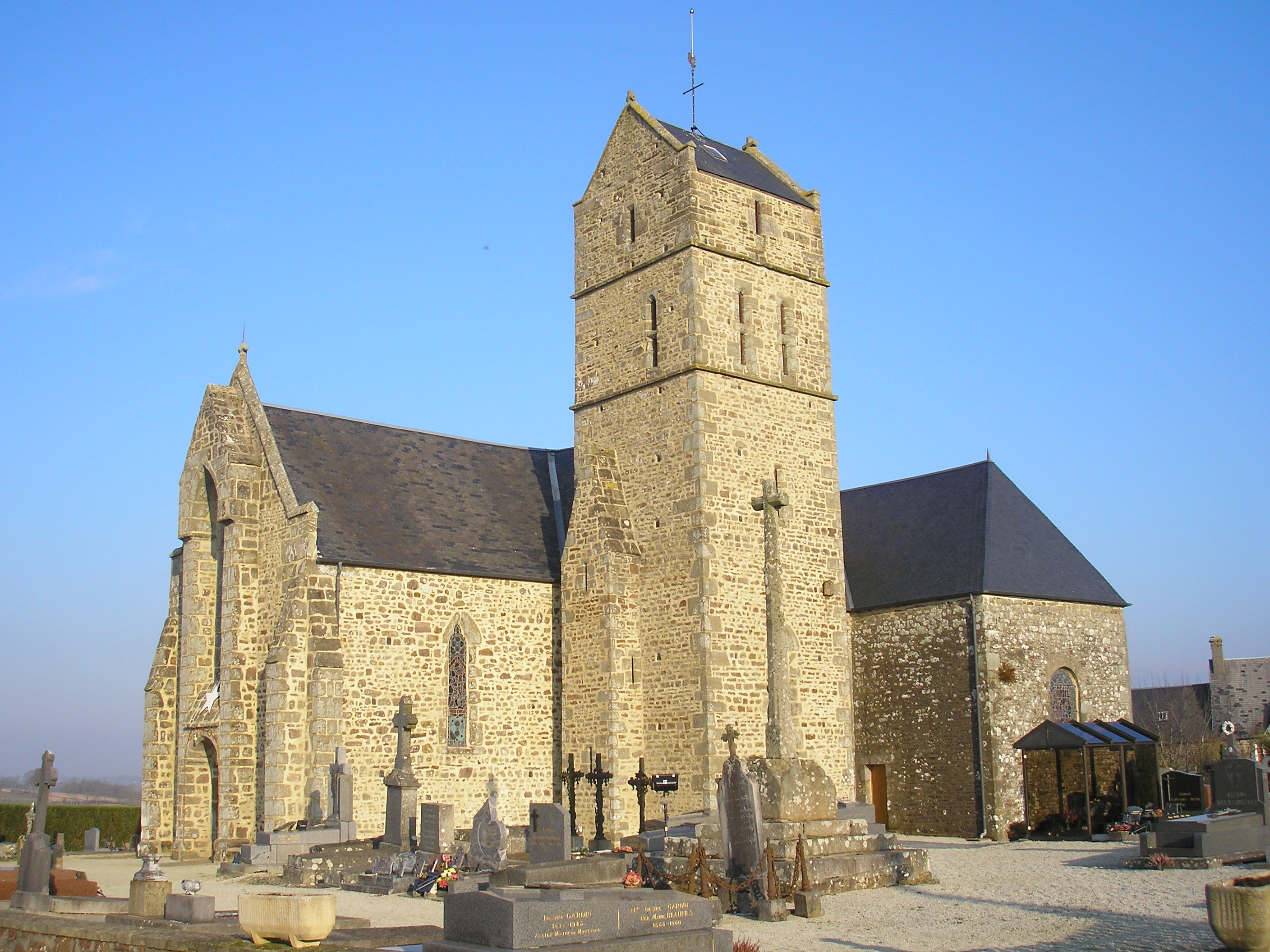
Kirche Saint-Martin